# هنري دي غروت
هنري دي غروت (بالهولندية: Huug de Groot)‏ (7 مايو 1890 روتردام هولندا - 18 أبريل 1957 هولندا) هو لاعب كرة قدم هولندي سابق كان يلعب كمهاجم، شارك خلال مسيرته في الألعاب الأولمبية الصيفية 1912.

## روابط خارجية
هنري دي غروت على موقع قاعدة بيانات كرة القدم.إي يو (الإنجليزية)
- هنري دي غروت على موقع أوليمبيديا (الإنجليزية)